# Charles Cornelius Smith
Pour les articles homonymes, voir Charles Smith et Smith.
Charles Cornelius Smith, né le 22 août 1975 à Fort Worth (Texas), est un joueur américain de basket-ball.

## Biographie
Après une carrière universitaire avec les Lobos du Nouveau-Mexique, Smith est choisi en 26e position lors de la draft 1997 de la NBA par le Heat de Miami.

## Clubs successifs
- 1997-1998 :  Miami Heat
- 1998-1999 :  Los Angeles Clippers
- 1999-2000 :  Rockford Lightning
- 2000-2001 :  Amatori Basket Udine
- 2001-2002 :  San Antonio Spurs
- 2002-2003 :  Portland Trail Blazers
- 2003 :  Makedonikós Kozani
- 2003-2004 :  Virtus Bologne
- 2004-2005 :  Scavolini Pesaro
- 2005-2006 :  Portland Trail Blazers
- 2006 :  Denver Nuggets
- 2006 :  Efes Pilsen İstanbul
- 2006-2008 :  Real Madrid
- 2008-2010 :  Efes Pilsen İstanbul
- 2010-2011 :  Virtus Rome

## Palmarès

### Club
compétitions internationales 
- Vainqueur de la Coupe ULEB 2007

 compétitions nationales 
- Champion de Turquie 2009
- Champion d'Espagne 2007
- Coupe de Turquie 2009

## Distinctions personnelles
- Débutant de l'année 2000 en Continental Basketball Association (CBA)
- MVP de la Finale de la Coupe ULEB 2007[1],[2]
- Premier détenteur du trophée Alphonso-Ford (meilleur marqueur de l'Euroligue) en 2005
- Meilleur joueur de la finale du championnat de Turquie 2009